# Schlossmacherita
La schlossmacherita és un mineral de la classe dels sulfats que pertany al grup de l'alunita. Rep el seu nom en honor de Karl Schlossmacher, president honorari de la Societat Gemmològica Alemanya.

## Característiques
La schlossmacherita és un sulfat de fórmula química (H₃O)Al₃(SO₄)₂(OH)₆. Cristal·litza en el sistema trigonal en forma d'agregats policristal·lins i crostes. La seva duresa a l'escala de Mohs és d'entre 3 a 4.
Segons la classificació de Nickel-Strunz, la schlossmacherita pertany a «07.BC: sulfats (selenats, etc.), amb anions addicionals, sense H₂O, amb cations de mida mitjana i gran», juntament amb els minerals següents: d'ansita alunita, amonioalunita, amoniojarosita, argentojarosita, beaverita-(Cu), dorallcharita, huangita, hidroniojarosita, jarosita, natroalunita-2c, natroalunita, natrojarosita, osarizawaïta, plumbojarosita, walthierita, beaverita-(Zn), ye'elimita, atlasovita, nabokoïta, clorotionita, euclorina, fedotovita, kamchatkita, piypita, klyuchevskita, alumoklyuchevskita, caledonita, wherryita, mammothita, linarita, schmiederita, munakataïta, chenita, krivovichevita i anhidrocaïnita.

## Formació i jaciments
La schlossmacherita és un mineral secundari estrany que va ser descobert a la Emma Luisa, a Guanaco (Huanaco) (Santa Catalina, Província d'Antofagasta, Xile) a la zona oxidada d'un dipòsit d'or de coure. Es tracta de l'únic indret on ha estat trobada aquesta espècie mineral. Sol trobar-se associada a altres minerals com: ceruleïta, chenevixita, olivenita, alumofarmacosiderita, mansfieldita, barita, quars i goethita.